# Алчак
44°49′55″ пн. ш. 34°59′26″ сх. д. / 44.83194° пн. ш. 34.99056° сх. д.
Алча́к, Алча́к-Кая́ (крим. Alçaq, Alçaq Qaya) — мис і гірський масив на Південному березі Криму, між Судацькою і Капсельською бухтами.
Висота 156 м. Являє собою рифовий масив із плоскою вершиною та стрімкими схилами. Складається з вапняків, пронизаних жилами кальциту.
Укритий степовою рослинністю. На південному схилі — грот «Еолова арфа».
Археологи виявили біля підніжжя гори стоянку епохи бронзи, а в 1959 р. був знайдений скарб монет Боспорського царства, датований III століттям нашої ери.
Мис Алчак оголошено заповідним урочищем в 1988 році.

## Галерея

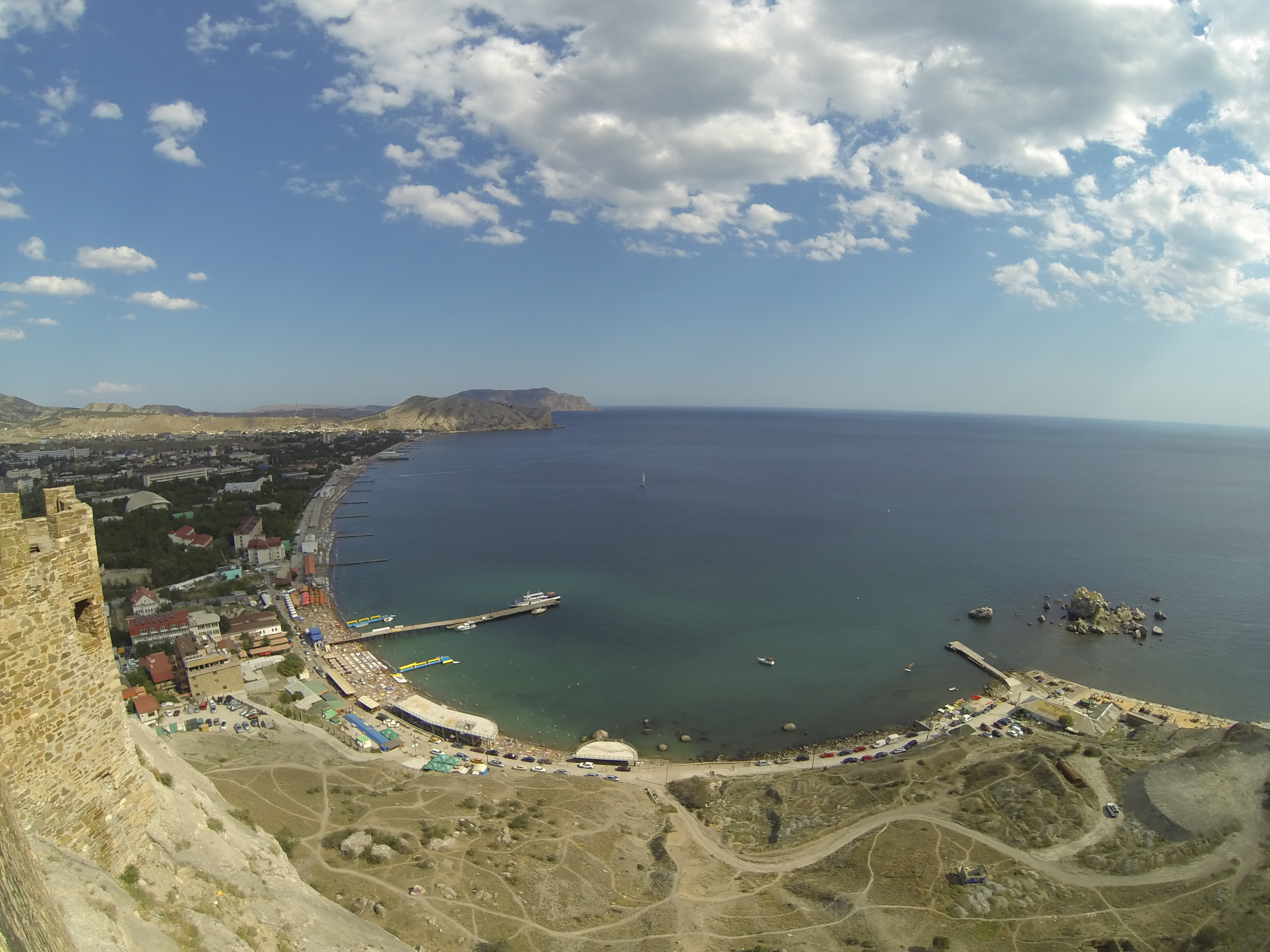
Алчак, мис Меганом та м. Судак
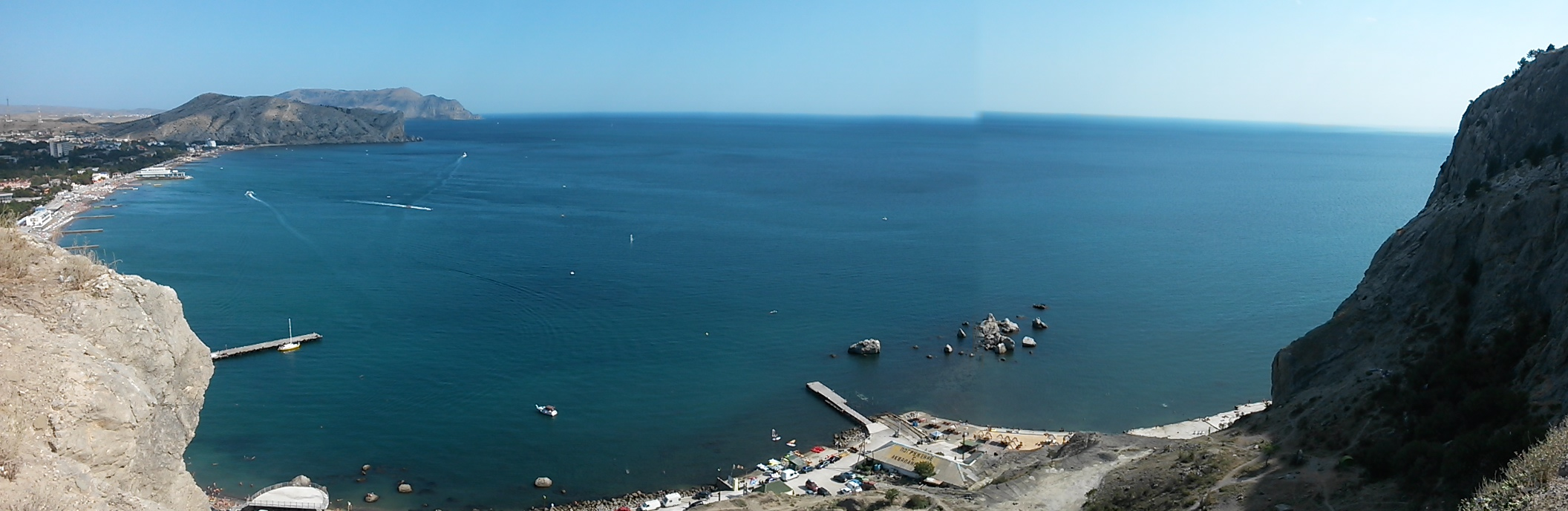
Алчак та мис Меганом із висоти Генуезької фортеці
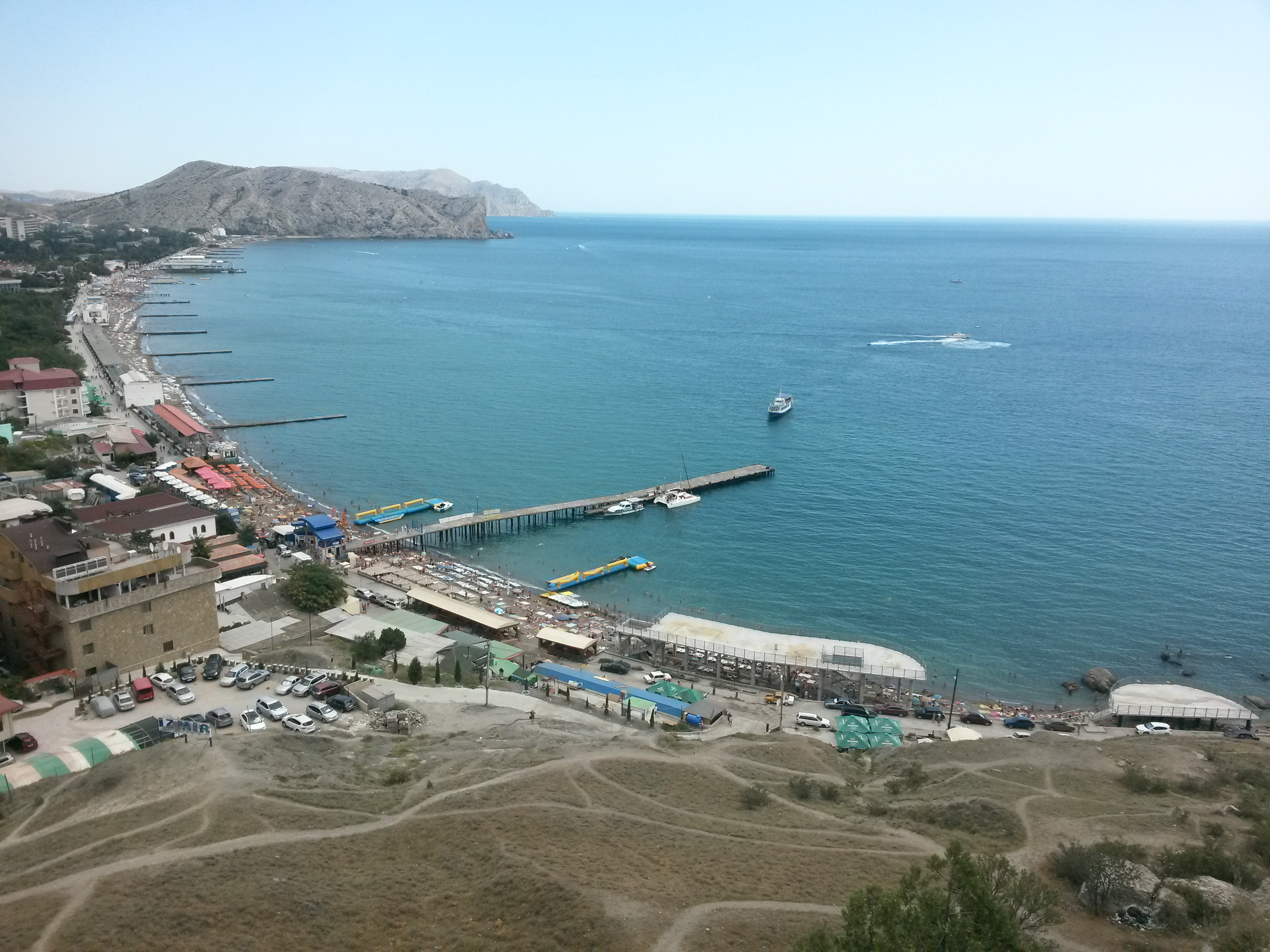
Алчак вигляд із бухтою
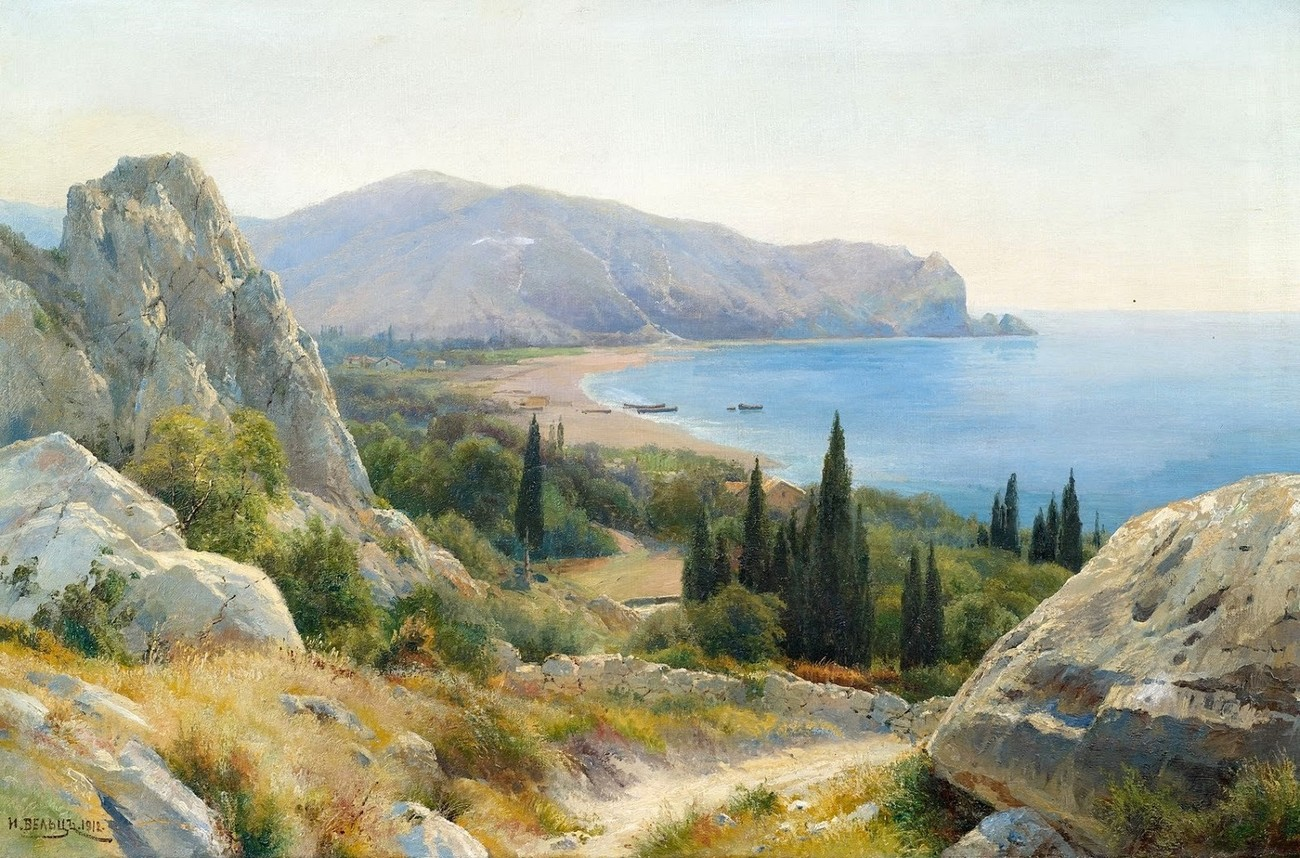
Вельц Іван Августович (1866–1926). Літній пейзаж з прибережними скелями (1912 рік), Судакська бухта, на задньому плані мис Алчак.